# Harrisia simpsonii
Harrisia simpsonii ist eine Pflanzenart in der Gattung Harrisia aus der Familie der Kakteengewächse (Cactaceae). Das Artepitheton simpsonii ehrt den US-amerikanischen Naturforscher Charles Torrey Simpson (1846–1932). Englische Trivialnamen sind „Queen of the Night“ und „Simpson’s Prickly Apple“.

## Beschreibung
Harrisia simpsonii wächst mit aufrechten, ausgebreiteten oder anlehnenden, unverzweigten oder etwas verzweigten Trieben und erreicht Wuchshöhen von bis zu 6 Metern. Es sind acht bis zehn Rippen vorhanden. Die sieben bis 14 grauen Dornen sind 1 bis 2,5 Zentimeter lang.
Die Blüten weisen eine Länge von 12 bis 17 Zentimeter auf. Ihre Blütenröhre ist mit weichen, weißen Haaren besetzt. Die orangeroten, niedergedrückt kugelförmigen Früchte erreichen Durchmesser von 4 bis 6 Zentimeter.

## Verbreitung und Systematik
Harrisia simpsonii ist in den Vereinigten Staaten im Bundesstaat Florida auf den Florida Keys und dem Festland verbreitet.
Die Erstbeschreibung erfolgte 1920 durch John Kunkel Small in Nathaniel Lord Brittons und Joseph Nelson Rose’ Werk The Cactaceae. Nomenklatorische Synonyme sind Cereus gracilis var. simpsonii (Small) L.D.Benson (1969) und Harrisia gracilis var. simpsonii (Small) D.B.Ward (2004).

## Nachweise